# 甘比橋

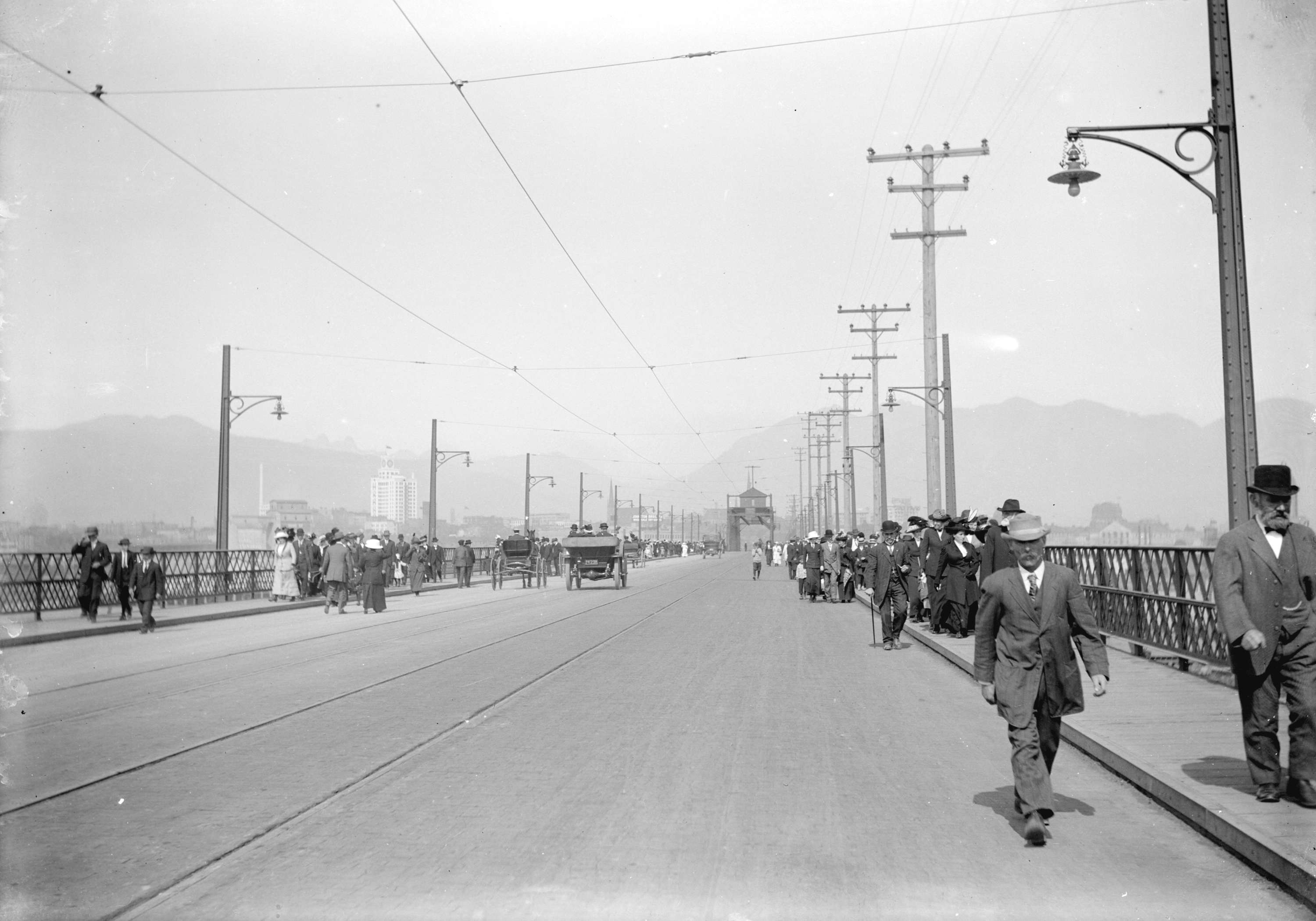
開幕初期的干諾橋

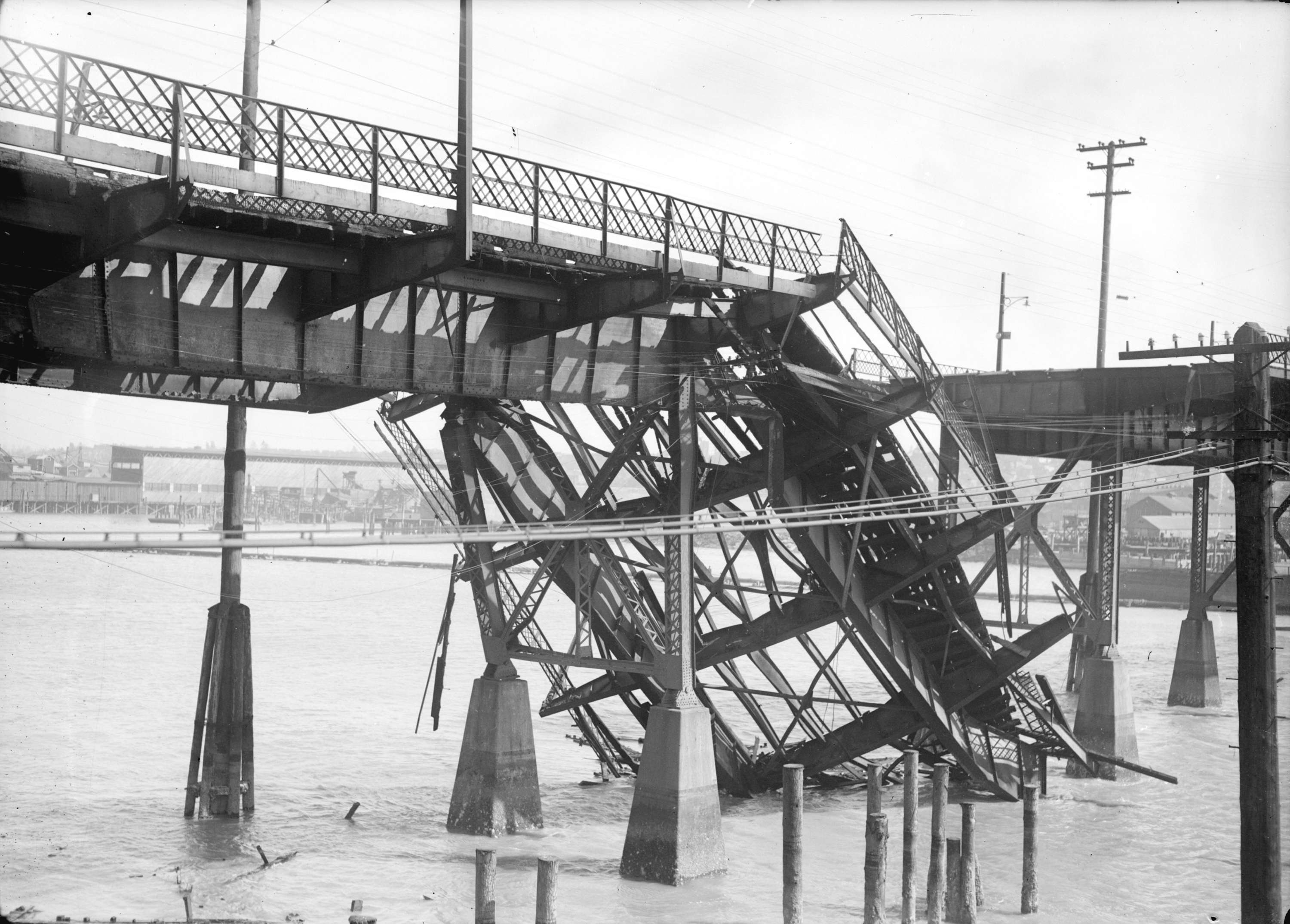
大火後的干諾橋

甘比橋（英語：Cambie Bridge），又稱甘比街橋（Cambie Street Bridge），是加拿大卑詩省溫哥華市內一條桁橋，橫越福溪並貫通兩岸的甘比街。大橋現時有6條行車綫，並於行車綫兩旁設有行人及單車通道。

## 歷史
第一代甘比橋於1888年動工，並於1891年7月開通。此橋為一座開啟橋，中央部分可旋轉讓船隻通過福溪，整項工程造價為12000元。與甘比街一樣，大橋是以加拿大太平洋鐵路西分部總測量師亨利·約翰·甘比命名。
第二代甘比橋於1910年2月11日動工，並於1911年5月24日開通，造價為82萬3500元。大橋同樣採開啟式設計，並仿效第二代固蘭湖街橋的設計。大橋有四條行車綫，當中外側兩綫供馬車行駛，而中間兩綫則設有架空電纜和軌道供路面電車行駛，直至溫哥華的電車服務於1958年停駛為止。干諾公爵連同妻子和女兒於1912年9月12日出席大橋的正式開幕典禮，大橋隨後亦以他命名為干諾橋（Connaught Bridge），但此名稱並不通用；民眾普遍仍將之稱為甘比橋。大橋於1915年4月29日早上起火，導致當中一段90英尺長的部分倒塌，但這卻阻止了火勢蔓延；大火造成9萬元破壞。
為配合卑詩體育館工程，溫哥華市政府於1980年代開始考慮興建新橋以取代干諾橋，並於1984年3月14日就興建第三代甘比橋舉行全民公投。計劃獲選民通過，而工程合約於同年4月24日獲批。干諾橋於同年11月18日封閉，拆卸工作隨即展開。第三代甘比橋於1985年12月8日通車，趕及在1986年世界博覽會在翌年5月開幕前啓用。大橋耗資5270萬元，當中1050萬元由卑詩省政府支付。

### 引用文獻
- E.A. West.  (PDF). 1985  [2010-09-13]. （原始内容存档 (PDF)于2011-11-16）.
- Donald Luxton & Associates.  (PDF). 2001  [2009-05-11]. （原始内容存档 (PDF)于2011-11-16）.

## 外部連結
- The Road Ahead - Traffic Camera - Cambie Bridge （页面存档备份，存于） - 甘比橋路況